# Unione Farmaceutica Distribuzione
Die Unione Farmaceutica Distribuzione SA (UFD) mit Sitz in Lugano ist ein in der Gesundheitslogistik tätiger Schweizer Medikamentengrossist. Das Unternehmen ist vorwiegend im Tessin tätig und beliefert Apotheken, Ärzte, Drogerien und Spitäler mit Medikamenten und Gesundheitsprodukten. Darüber hinaus verfügt mit der 1984 gegründeten Tochtergesellschaft Dauf SA über eine selbständige Division im IT-Bereich. Diese bietet IT- und Softwarelösungen für die Apothekerbranche. Die Unione Farmaceutica Distribuzione beschäftigt rund 100 Mitarbeiter.
Mehrheitsaktionär ist die Galenica AG, die Anfang 2007 ihre bisherige Beteiligung von 20 auf 73 Prozent erhöht hat. Innerhalb der Galenica-Gruppe ist die Unione Farmaceutica Distribuzione in der Division Logistik eingebunden.
Die UFD wurde 1931 von einer Gruppe Tessiner Apotheker gegründet. Diese hatten zum Ziel, die Versorgung der Apotheken im Tessin mit den immer mehr auf industrieller Skala produzierten Medikamenten aus den grossen, meist nördlich der Alpen gelegenen Produktionsstandorten zu sichern. Daraus entwickelte sich ein regionaler Logistiker für die gesamte Gesundheitsbranche.